# Corcoué-sur-Logne
Corcoué-sur-Logne ([kɔʁ.kwe.syʁ.lɔɲ]) est une commune de l'Ouest de la France, située dans le département de la Loire-Atlantique, en région Pays de la Loire.
Le territoire de la commune fait partie de la Bretagne historique, dans le pays traditionnel du pays de Retz et dans le pays historique du Pays nantais. Avant 1830, la commune était divisée entre trois paroisses : La Benâte, Saint-Étienne-de-Corcoué et Saint-Jean-de-Corcoué. À la veille de la Révolution, toutes trois faisaient partie des Marches communes de Bretagne-Poitou sur le plan temporel et du diocèse de Nantes sur le plan spirituel.
Les habitants de la commune s'appellent les Corcouéens.
Corcoué-sur-Logne comptait 2 767 habitants au recensement de 2014.

## Géographie
Corcoué-sur-Logne est située à 32 km au sud de Nantes, 39 km au nord de La Roche-sur-Yon, 58 km à l'ouest de Cholet et 64 km au sud de Saint-Nazaire.
Située en plein bocage armoricain, Corcoué-sur-Logne est traversée par la Logne qui coupe en deux bourgs l'agglomération centrale de Corcoué : Saint-Jean-de-Corcoué à l'ouest, Saint-Étienne-de-Corcoué à l'est ; à l'ouest de Saint-Jean-de-Corcoué se trouve le village de La Bénate.
|                            | La Limouzinière   | Saint-Colomban                     |
| Saint-Étienne-de-Mer-Morte | Corcoué-sur-Logne | Saint-Philbert-de-Bouaine (Vendée) |

Situation de la commune de Corcoué-sur-Logne dans le département de la Loire-Atlantique.

| Touvois                    | Legé              | Rocheservière (Vendée)             |

### Climat
Pour des articles plus généraux, voir Climat des Pays de la Loire et Climat de la Loire-Atlantique.
En 2010, le climat de la commune est de type climat océanique franc, selon une étude du CNRS s'appuyant sur une série de données couvrant la période 1971-2000. En 2020, Météo-France publie une typologie des climats de la France métropolitaine dans laquelle la commune est exposée à un climat océanique et est dans la région climatique  Bretagne orientale et méridionale, Pays nantais, Vendée, caractérisée par une faible pluviométrie en été et une bonne insolation. 
Pour la période 1971-2000, la température annuelle moyenne est de 12 °C, avec une amplitude thermique annuelle de 13,6 °C. Le cumul annuel moyen de précipitations est de 853 mm, avec 12,4 jours de précipitations en janvier et 6,6 jours en juillet. Pour la période 1991-2020, la température moyenne annuelle observée sur la station météorologique de Météo-France la plus proche, sur la commune de Rocheservière à 6 km à vol d'oiseau, est de 12,4 °C et le cumul annuel moyen de précipitations est de 831,3 mm,. Pour l'avenir, les paramètres climatiques de la commune estimés pour 2050 selon différents scénarios d'émission de gaz à effet de serre sont consultables sur un site dédié publié par Météo-France en novembre 2022.

## Urbanisme

### Typologie
Au 1er janvier 2024, Corcoué-sur-Logne est catégorisée commune rurale à habitat dispersé, selon la nouvelle grille communale de densité à sept niveaux définie par l'Insee en 2022.
Elle est située hors unité urbaine. Par ailleurs la commune fait partie de l'aire d'attraction de Nantes, dont elle est une commune de la couronne,. Cette aire, qui regroupe 116 communes, est catégorisée dans les aires de 700 000 habitants ou plus (hors Paris),.

### Occupation des sols
L'occupation des sols de la commune, telle qu'elle ressort de la base de données européenne d’occupation biophysique des sols Corine Land Cover (CLC), est marquée par l'importance des territoires agricoles (88,9 % en 2018), en diminution par rapport à 1990 (91,5 %). La répartition détaillée en 2018 est la suivante : 
terres arables (42 %), zones agricoles hétérogènes (31,8 %), cultures permanentes (10,6 %), forêts (7,2 %), prairies (4,5 %), zones urbanisées (3,2 %), espaces verts artificialisés, non agricoles (0,7 %). L'évolution de l’occupation des sols de la commune et de ses infrastructures peut être observée sur les différentes représentations cartographiques du territoire : la carte de Cassini (XVIIIe siècle), la carte d'état-major (1820-1866) et les cartes ou photos aériennes de l'IGN pour la période actuelle (1950 à aujourd'hui).

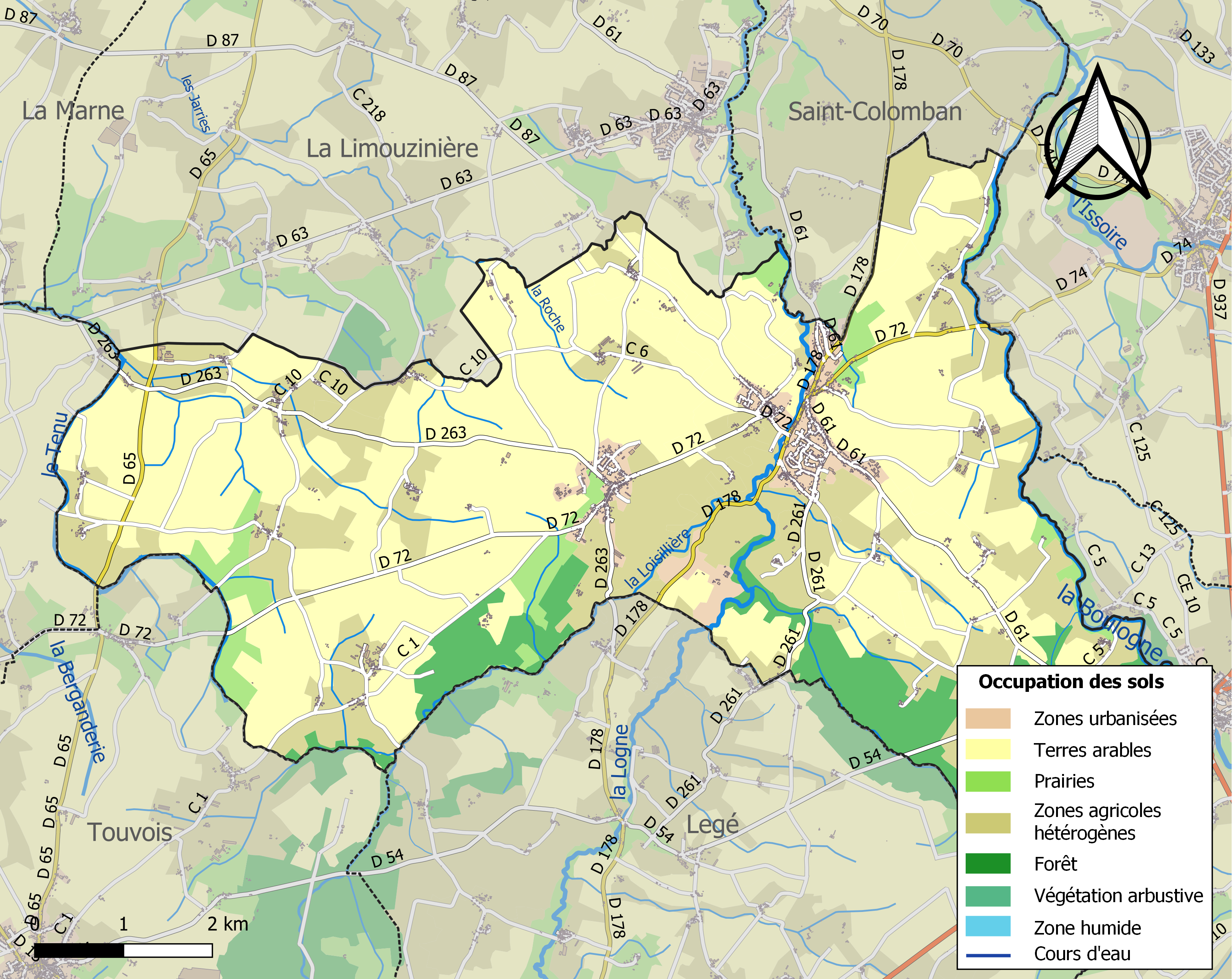
Carte des infrastructures et de l'occupation des sols de la commune en 2018 (CLC).

## Toponymie
Le nom de la localité est attesté sous la forme Corcoiacum en 1059, Corcoue en 1287.
Il s'agit d'un type toponymique gallo-romain en -(i)acum, suffixe localisant à l'origine, puis marquant la propriété. Le premier élément Corcoi- représente l'anthroponyme latin Corcuius qui se superpose au gaulois Curcus. La terminaison -é est la forme usuelle prise par -(i)acum dans l'ouest, y compris dans les parties de la Bretagne où le breton n'a jamais été parlé.
Homonymie avec Courcoué (Indre-et-Loire, Curcue vers 1094, Corcoe en 1131).
La localité se trouve dans le domaine linguistique du paydret[réf. nécessaire]. Le nom de la localité en gallo est Corcouë, ou Corcóaé (écriture ELG, prononcé [kɔʁ.kwə]). La forme bretonne proposée par l'Office public de la langue bretonne est Kerc'haoueg.

## Histoire
La commune de Corcoué-sur-Logne a été créée en 1971, de la fusion des communes de Saint-Jean-de-Corcoué et Saint-Étienne-de-Corcoué. L'ancienne commune de Saint-Jean-de-Corcoué était elle-même composée des paroisses de Saint-Jean-de-Corcoué et de La Bénate, fief d'une ancienne châtellenie, intégrée en 1830.

### Les trois anciens villages
À la veille de la Révolution française, le territoire de la commune actuelle faisait partie des basses marches communes entre le Poitou et la Bretagne. Les trois paroisses de Saint-Jean-de-Corcoué, La Bénate et Saint-Étienne-de-Corcoué faisaient partie du diocèse de Nantes. Avant 1700, Saint-Étienne-de-Corcoué faisait partie du celui de Luçon.

#### Saint-Étienne-de-Corcoué
La paroisse de Saint-Étienne-de-Corcoué est citée sous l'appellation Sanctus Stephanus dans des textes du XIIe siècle. Au sein des basses marches communes entre le Poitou et la Bretagne du Moyen Âge à la Révolution, elle a dépendu du diocèse de Luçon jusqu'en 1790, la constitution civile du clergé l'intégra au diocèse de la Loire-Inférieure (devenu diocèse de Nantes).

#### Saint-Jean-de-Corcoué
La paroisse de Saint-Jean-de-Corcoué est mentionnée dans les écrits dès 1059. Au sein des basses marches communes entre le Poitou et la Bretagne du Moyen Âge à la Révolution, elle dépendait du diocèse de Nantes.

#### La Bénate
La paroisse de La Bénate (anciennement La Bénaste, La Bénâte) est mentionnée dans des écrits du XIIe siècle (première mention en 1150). Elle devient au fil des siècles le siège d'une importante châtellenie, de taille considérable puisqu'elle va s'étendre sur 33 paroisses. Parmi celles-ci se trouvent des paroisses situées dans le pays des Marches Bretagne-Poitou :
- 26 placées presque tout entières sous sa juridiction, dont :
  - 13 paroisses bretonnes : La Bénate, Saint-Jean-de-Corcoué, Saint-Étienne-de-Corcoué, La Limouzinière, Saint-Philbert-de-Grand-Lieu, Saint-Colomban, Vieillevigne,Saint-André-Treize-Voies, Touvois, Paulx, Bouaye, Saint-Aignan-Grandlieu, et Saint-Étienne-de-Mer-Morte,
  - 13 paroisses poitevines : Saint-Philbert-de-Bouaine, Rocheservière, La Grolle, Montaigu,Saint-Sulpice-le-Verdon, Mormaison, Saint-Christophe-de-Chastruce, Remouillé, Legé,Saint-Pierre-du-Luc, Saint-Étienne-du-Bois,Grand'Landes et Saint-Paul-Mont-Penit ;
- le seigneur de La Bénate avait, en outre, quelques fiefs dans 7 autres paroisses plus éloignées : La Garnache, La Marne, La Trinité de Machecoul, Saint-Pierre de Bouguenais, Le Bignon, Haute-Goulaine et Monnières.

Le seigneur Renaud de La Bénate part en croisade en 1160.
La construction du château de La Bénate débute en 1383.

### Révolution française
À la Révolution française, La Bénate dépend du canton de Legé, alors que Saint-Jean-de-Corcoué et Saint-Étienne-de-Corcoué dépendent de l'éphémère canton de La Limouzinière.
Lors de la création des départements français en 1790, les trois paroisses, devenues des communes, sont intégrées à la Loire-Inférieure.
La commune est fortement secouée par les guerres de Vendée avec le massacre de la Chapelle Notre-Dame-la-Blanche en 1794. La même année, l'église de La Bénate est incendiée.

### Fusions et création de Corcoué-sur-Logne
La commune de La Bénate est rattachée à Saint-Jean-de-Corcoué le 24 février 1830 sur décret de Charles X, et devient une paroisse succursale de Saint-Jean-de-Corcoué en 1839.
Saint-Jean-de-Corcoué et Saint-Étienne-de-Corcoué sont rattachés au canton de Legé au début du XIXe siècle.
Ce n'est qu'en 1971 que Saint-Jean-de-Corcoué et Saint-Étienne-de-Corcoué fusionnent pour devenir Corcoué-sur-Logne. En 1985, les trois anciennes paroisses (Saint-Jean-de-Corcoué, Saint-Étienne-de-Corcoué et La Bénate) n'en font plus qu'une seule.

## Politique et administration

### Ancienne châtellenie de La Bénate
Jarnigon et Geffroy de La Bénate, vivant au XIIe siècle, sont les premiers seigneurs connus de la châtellenie. La Bénate passe en 1189 à Guillaume de Clisson, époux de la dernière héritière Flavie de La Bénate, puis en 1232 à Olivier de Coché, époux de Pétronille de Clisson, fille de Flavie de La Bénate et de Guillaume de Clisson. Marquise de Coché, fille d'Olivier de Coché, l'apporte ensuite son époux, le capétien Olivier de Machecoul, qualifié de seigneur de La Bénate en 1265. Lui succèdent, de père en fils, Jean de Machecoul en 1285, Gérard de Machecoul, et Louis de Machecoul, qui ne laisse qu'une fille nommée Catherine. Catherine de Machecoul apporte La Bénate à son mari Pierre de Craon, qui la transmet à son fils Jean de Craon. La fille de ce dernier, Marie de Craon, devient baronne de Retz en épousant en 1404 Guy de Montmorency-Laval, dit Guy de Retz, baron de Retz. Leur fils Gilles de Retz hérite donc de la châtellenie de La Bénate à la mort de son grand-père maternel en 1432. À partir de cette époque, La Bénate appartiendra aux barons puis ducs de Retz ; elle sera cependant vendue un temps en 1437 par Gilles de Retz au duc Jean V de Bretagne, qui en fera don à son frère Arthur de Bretagne ; mais après la mort de Gilles de Retz en 1440, La Bénate reviendra à la fille de Gilles de Retz, Marie. Elle passera ensuite à René de Retz, frère cadet de Gilles de Retz, qui en rendra aveu en 1461. La châtellenie sera réunie au duché de Retz en 1581 et appartiendra aux ducs de Retz jusqu'à la Révolution française.
- De ???? à ???? :  Jarnigon de La Bénate, seigneur de La Bénate
- De ???? à ???? :  Geffroy de La Bénate, seigneur de La Bénate, apparenté au précédent
- De ???? à ???? :  Renaud Agnel de La Bénate, seigneur de La Bénate, apparenté au précédent
- De ???? à ???? :  ?????? de La Bénate, seigneur de La Bénate, fils du précédent
- De ???? à 1212 :  Flavie de La Bénate (????-1212), dame de La Bénate, fille du précédent
- De 1189 à 1213 :  Guillaume de Clisson « le Vieux » (1180- 1213), seigneur de La Bénate (du chef de sa femme), mari de la précédente
- De 1213 à ???? :  Pétronille de Clisson, dame de La Bénate, fille des deux précédents
- De 1232 à ???? :  Olivier de Coché, seigneur de La Bénate (du chef de sa femme), mari de la précédente
- De ???? à 1268 :  Marquise de Coché (1235-1268), dame de La Bénate, fille des deux précédents
- De 1250 à 1279 :  Olivier de Dreux dit Olivier Ier de Machecoul (1231-1279), seigneur de La Bénate (du chef de sa femme), mari de la précédente
- De 1279 à 1308 :  Jean de Machecoul (1255-1308), seigneur de La Bénate, fils des deux précédents
- De 1308 à 1343 :  Gérard de Machecoul (1278-1343), seigneur de La Bénate, fils du précédent
- De 1343 à 1360 :  Louis de Machecoul (1316-1360), seigneur de La Bénate, fils du précédent
- De 1360 à 1410 :  Catherine de Machecoul (1344-1410), dame de La Bénate, fille du précédent
- De 1360 à 1376 :  Pierre Ier de Craon (1315-1376), seigneur de La Bénate (du chef de sa femme), mari de la précédente
- De 1410 à 1432 :  Jean de Craon (1355-1432), seigneur de La Bénate, fils des deux précédents
- De 1432 à 1437 :  Gilles de Montmorency-Laval dit Gilles de Retz (vers 1405-1440), seigneur de La Bénate, petit-fils du précédent
- De 1437 à ???? :  Jean de Montfort dit Jean V de Bretagne « le Sage » (1389-1422), seigneur de La Bénate, par achat au précédent
- De ???? à 1440 :  Arthur de Montfort dit Arthur de Bretagne (1393- 1458), seigneur de La Bénate, frère du précédent
- De 1440 à 1457 :  Marie de Montmorency-Laval dite Marie de Retz (vers 1433 ou 1434-1457), dame de La Bénate, fille de Gilles de Retz (par restitution à la famille)
- De 1441 à 1450 :  Prigent VII de Coëtivy (1399-1450), seigneur de La Bénate (du chef de sa femme), premier mari de la précédente
- De 1451 à 1457 :  André de Montfort-Laval (1408-1485), seigneur de La Bénate (du chef de sa femme), second mari de Marie de Retz
- De 1457 à 1473 :  René de Montmorency-Laval dit René de Retz (vers 1414 ?-1473), seigneur de La Bénate, oncle paternel de Marie de Retz
- De 1473 à 1481 :  Jeanne de Montmorency-Laval dite Jeanne de Retz (????-????), dame de La Bénate, fille du précédent
- De 1473 à 1481 :  François de Chauvigny (1430-1491), seigneur de La Bénate (du chef de sa femme), mari de la précédente
- De 1481 à 1503 :  André III de Chauvigny (????-1503), seigneur de La Bénate, fils des deux précédents
- De 1503 à 1524 :  Georges de Tournemine (????-1524), seigneur de La Bénate, cousin éloigné du précédent
- De 1524 à ???? :  Françoise de Tournemine (????-????), dame de La Bénate, fille du précédent
- De ???? à 1552 :  Claude d'Annebault (1495-1552), seigneur de La Bénate (du chef de sa femme), mari de la précédente
- De 1552 à 1562 :  Jean III d'Annebault (????-1562), seigneur de La Bénate, fils des deux précédents
- De 1562 à 1603 :  Claude Catherine de Clermont (1543-1603), dame de La Bénate, seconde épouse et héritière douairière du précédent
- De 1565 à 1602 :  Albert de Gondi (1522-1602), seigneur de La Bénate (du chef de sa femme), second mari de la précédente
- De 1596 à 1634 :  Henri de Gondi (1590-1659), seigneur de La Bénate, petit-fils des deux précédents
- De 1634 à 1676 :  Pierre de Gondi (1602-1676), seigneur de La Bénate, cousin germain et gendre du précédent
- De 1676 à 1716 :  Paule-Marguerite Françoise de Gondi (1655-1716), dame de La Bénate, fille du précédent
- De 1676 à 1681 :  François Emmanuel de Blanchefort-Créquy (1645-1681), seigneur de La Bénate (du chef de sa femme), mari de la précédente
- De 1716 à 1734 :  Louis Nicolas VI de Neufville-Villeroy (1663-1734), seigneur de La Bénate, petit-cousin de Paule-Marguerite Françoise de Gondi et arrière-petit-fils d'Henri de Gondi
- De 1734 à 1766 :  Louis-François Anne de Neufville-Villeroy (1695-1766), seigneur de La Bénate, fils du précédent
- De 1766 à 1778 :  Gabriel Louis François de Neufville-Villeroy (1731-1794), seigneur de La Bénate, neveu du précédent
- De 1778 à 1790 :  Clément Alexandre de Brie-Serrant (1748-1814), seigneur de La Bénate, par rachat au précédent
- De 1780 à 1790 :  Auguste Thomas des Rotais, Joseph Gazel, Simon de Portnavaleau, Philippe de Biré, seigneurs de La Bénate, par démantèlement de la seigneurie et rachat au précédent

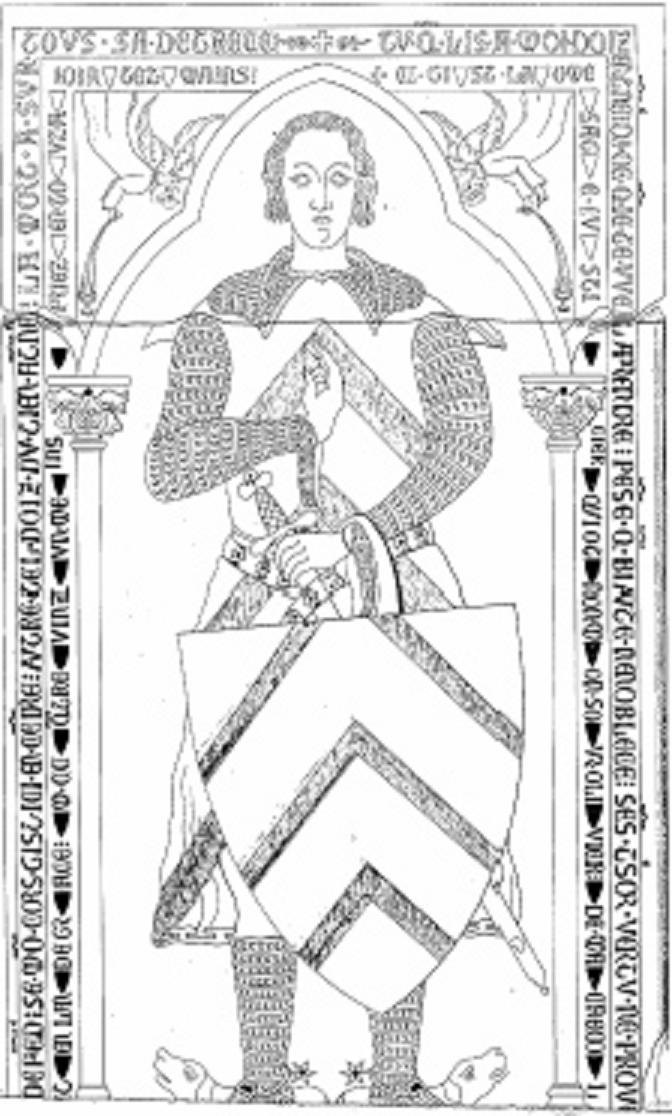
Olivier de Dreux dit « Olivier Ier de Machecoul » (1231-1279), seigneur de La Bénate de 1250 à 1258.
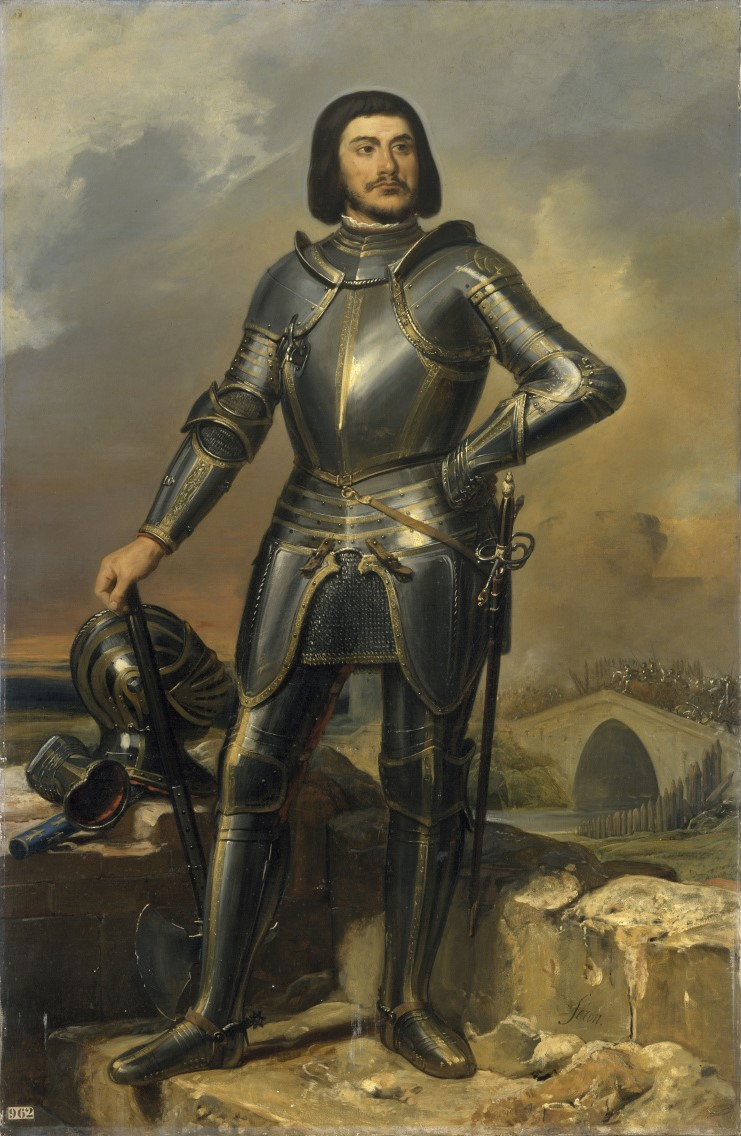
Gilles de Montmorency-Laval dit « Gilles de Retz » (1404-1440), seigneur de La Bénate de 1432 à 1437.
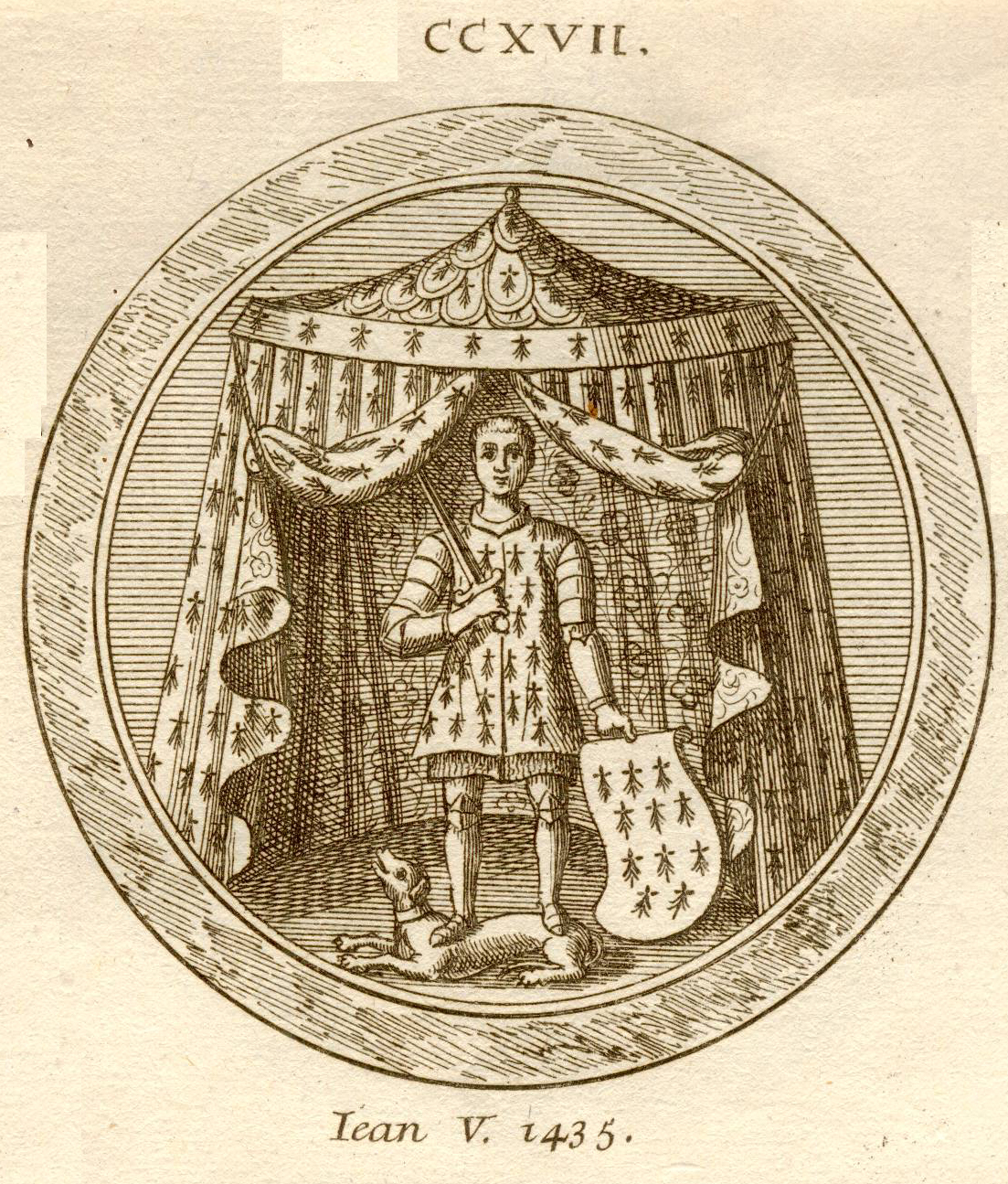
Jean de Montfort dit « Jean V de Bretagne le Sage » (1389-1422), seigneur de La Bénate de 1437 à ????.
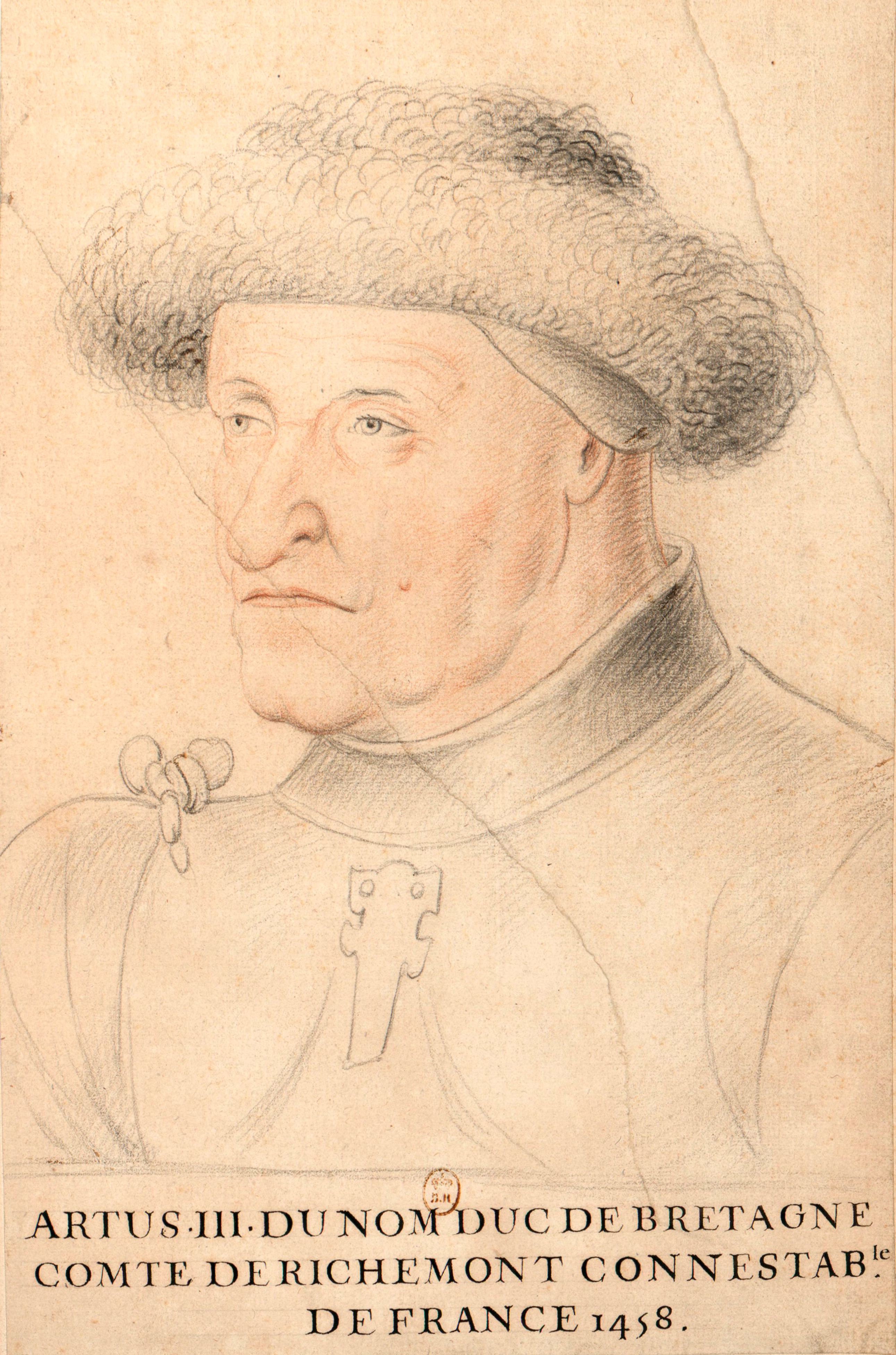
Arthur de Montfort dit « Arthur de Bretagne » (1393-1458), seigneur de La Bénate de ???? à 1440.
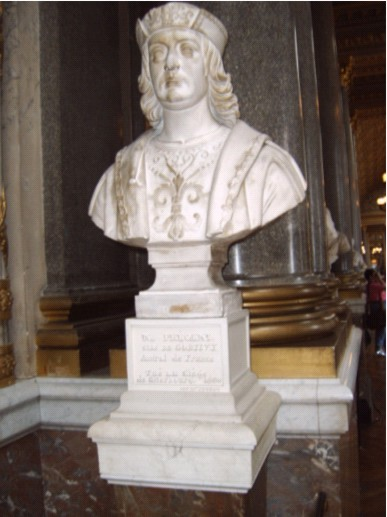
Prigent VII de Coëtivy (1399-1450), seigneur de La Bénate de 1441 à 1450.
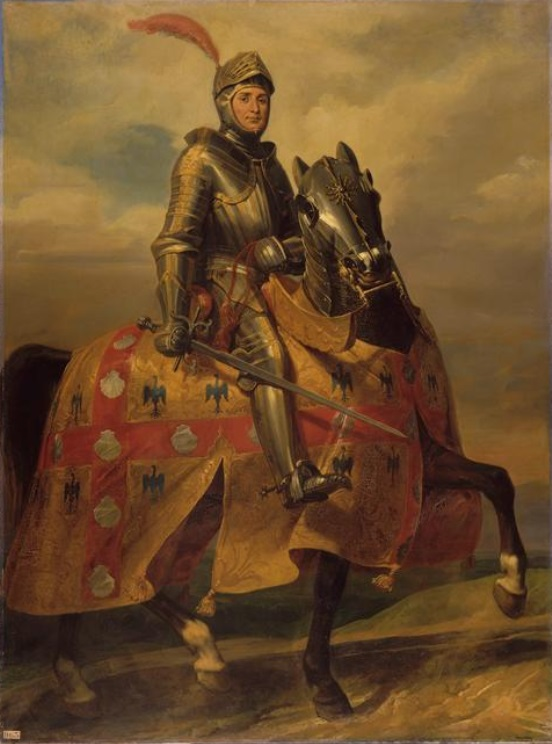
André de Montfort-Laval dit « André de Lohéac » (1408-1486), seigneur de La Bénate de 1451 à 1457.
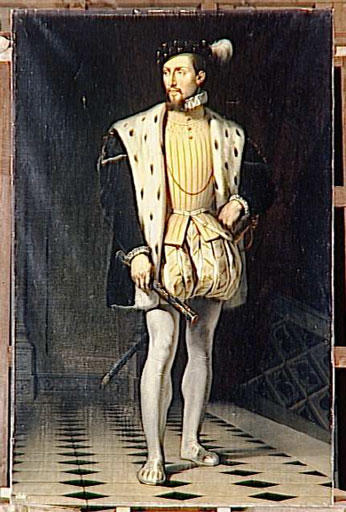
Claude d'Annebault (1495-1552), seigneur de La Bénate de 15?? à 1552.
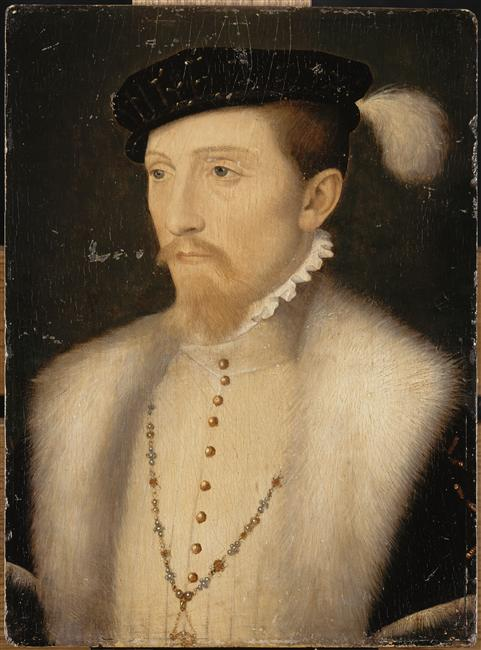
Jean III d'Annebault (????-1562), seigneur de La Bénate de 1552 à 1562.
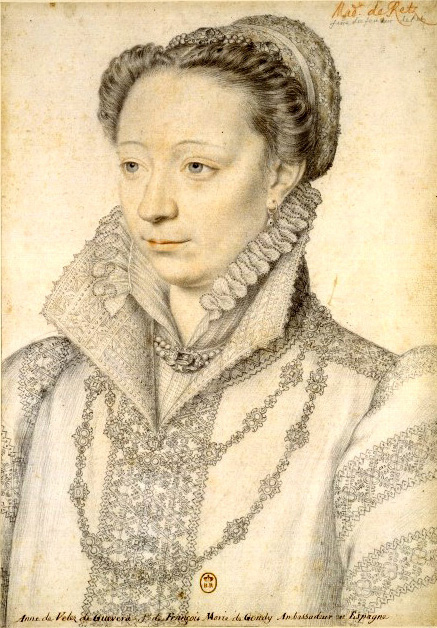
Claude Catherine de Clermont (1543-1603), dame de La Bénate de 1562 à 1603.
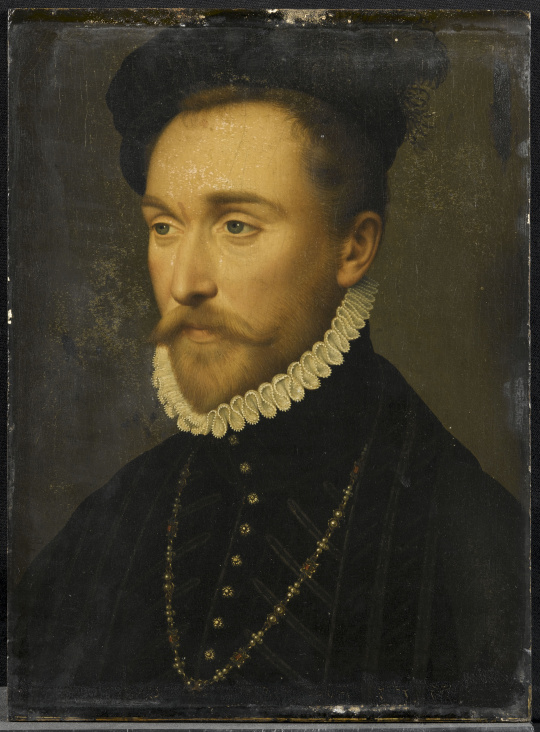
Albert de Gondi (1522-1602), seigneur de La Bénate de 1565 à 1602.
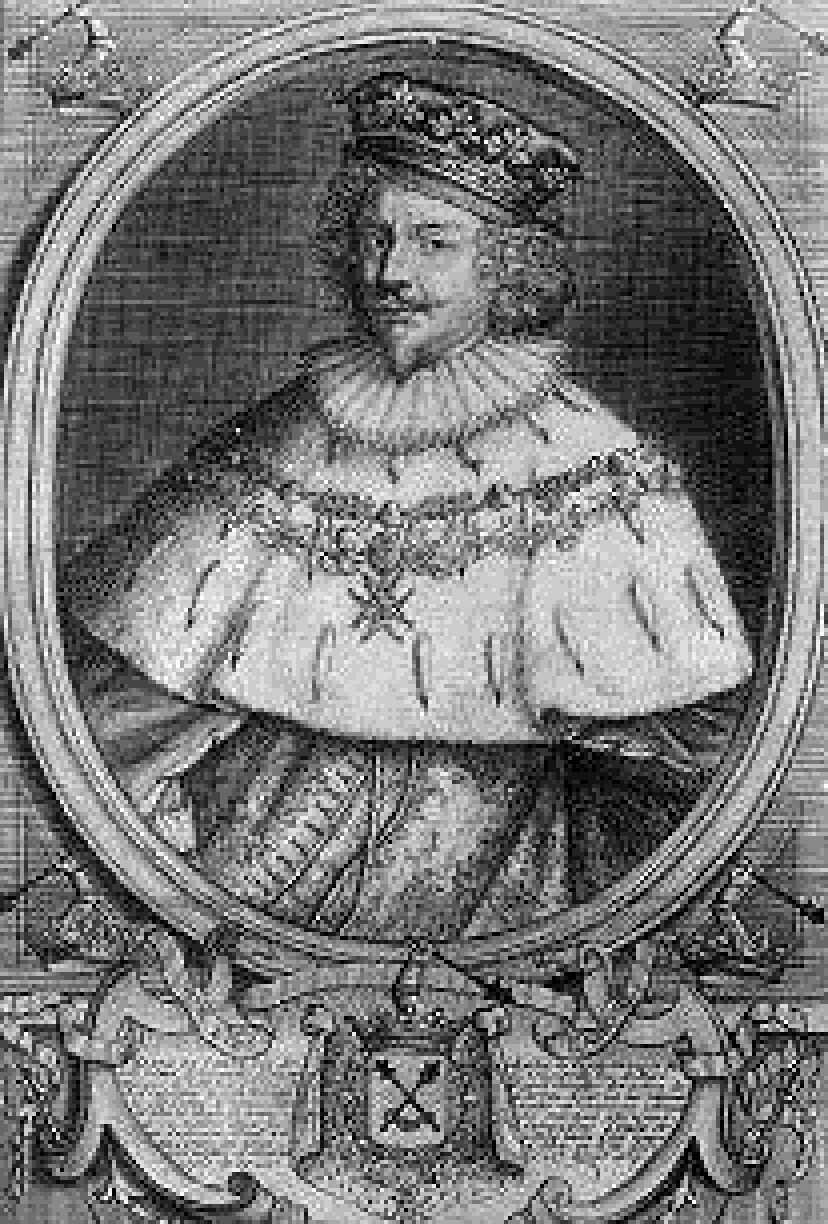
Henri de Gondi (1590-1659), seigneur de La Bénate de 1596 à 1634.
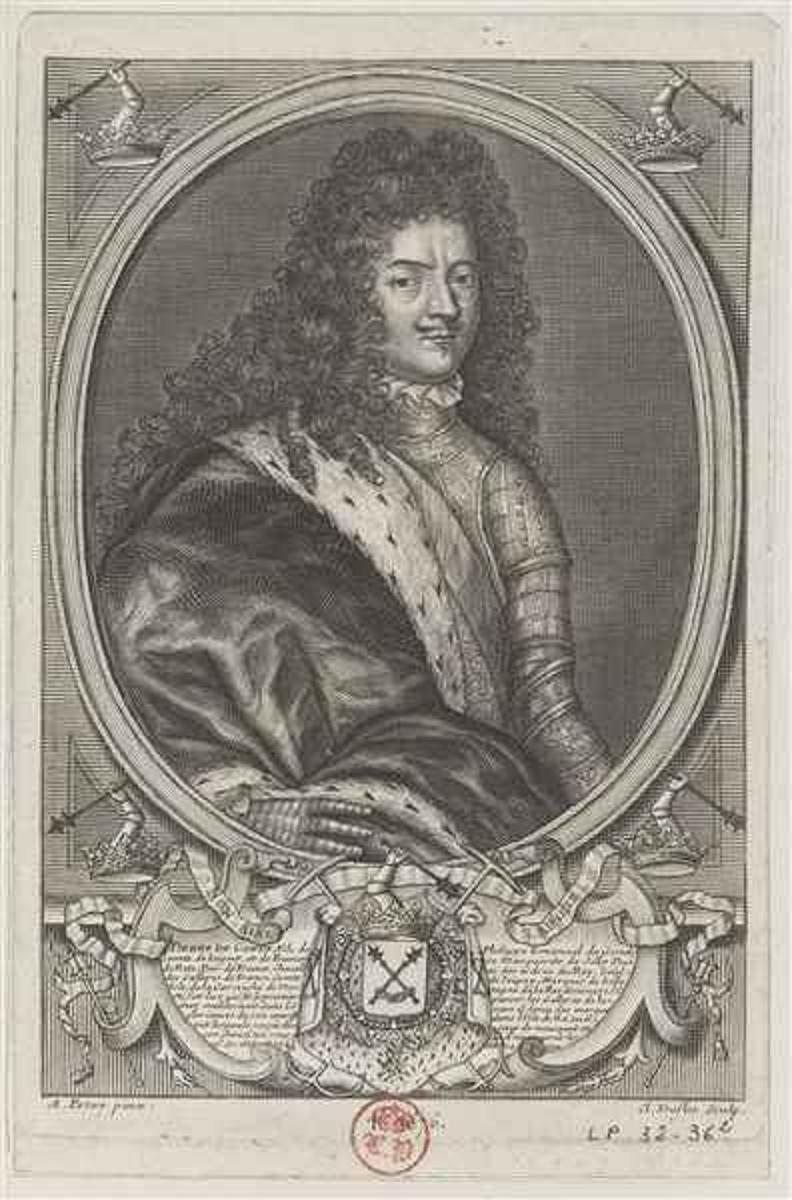
Pierre de Gondi (1602-1676), seigneur de La Bénate de 1634 à 1676.
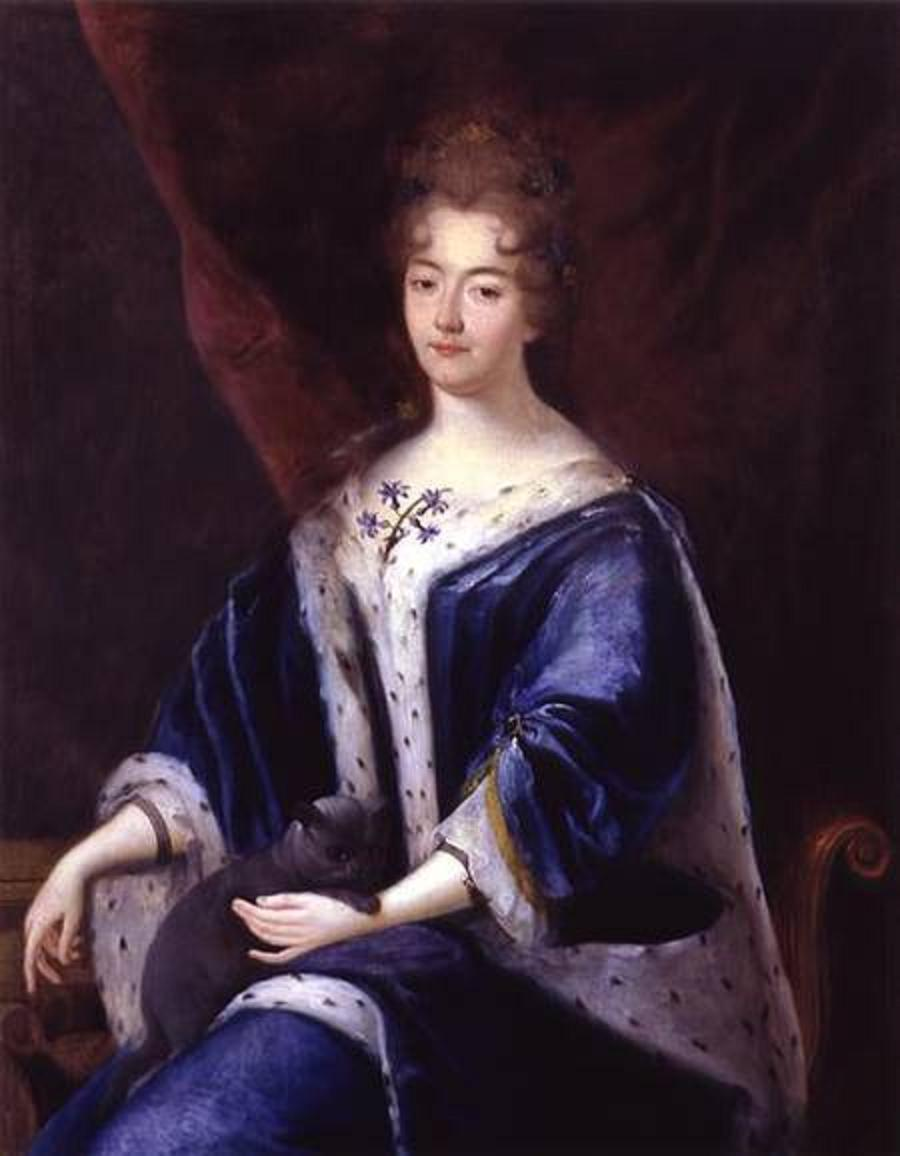
Paule-Marguerite Françoise de Gondi (1655-1716), dame de La Bénate de 1676 à 1716.
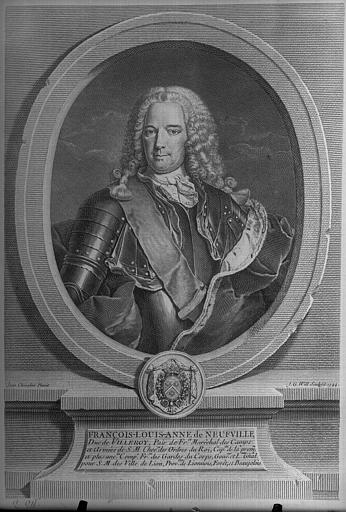
Louis-François Anne de Neufville-Villeroy (1695-1766), seigneur de La Bénate de 1734 à 1766.

### Liste des maires
| Période                                  | Période      | Identité                                          | Étiquette           | Qualité                                                                                             |
| ---------------------------------------- | ------------ | ------------------------------------------------- | ------------------- | --------------------------------------------------------------------------------------------------- |
| Les données manquantes sont à compléter. |              |                                                   |                     | |
| ?                                        | ?            | Marquis Marie Henri Donatien Alphonse de Goulaine | Droite monarchiste  | Ancien officier de cavalerie, propriétaire foncier Conseiller général du canton de Legé (1886-1922) |
| 1942                                     | 1946         | Marquis Mathieu de Goulaine                       | Union Nationale-PSF | Propriétaire foncier Conseiller général du canton de Legé (1931-1940)                               |
| ?                                        | octobre 1961 | Donatien Simailleau                               |                     | Décédé en fonction                                                                                  |
| novembre 1961                            | mars 1971    | Marquis Robert de Goulaine                        | DVD                 | Propriétaire viticulteur Conseiller général du canton de Legé (1964-1976)                           |

| Période      | Période       | Identité                   | Étiquette | Qualité |
| ------------ | ------------- | -------------------------- | --------- | --- |
| mars 1971    | mars 1975     | Marquis Robert de Goulaine | DVD       | Écrivain Conseiller général du canton de Legé (1964-1976) Démissionnaire                                                   |
| mars 1975    | décembre 1993 | Gonzague Charron           | DVD       | Minotier Décédé en fonction                                                                                                |
| février 1994 | juin 1995     | Gabriel Pouvreau           |           | |
| juin 1995    | mars 2008     | Marie-Louise Charrier      | DVD       | Retraitée |
| mars 2008    | En cours      | Claude Naud                | DVG       | Conseiller pédagogique Conseiller général du canton de Legé (1994-2015) Président de la CC Sud Retz Atlantique (2017-2020) |

## Population et société

### Démographie
Selon le classement établi par l'Insee, Corcoué-sur-Logne fait partie de l'aire urbaine et de la zone d'emploi de Nantes et du bassin de vie de Saint-Philbert-de-Grand-Lieu. Elle n'est intégrée dans aucune unité urbaine. Toujours selon l'Insee, en 2010, la répartition de la population sur le territoire de la commune était considérée comme « peu dense » : 71 % des habitants résidaient dans des zones « peu denses »  et 29 % dans des zones « très peu denses ».

#### Évolution démographique
La commune absorbe Saint-Jean-de-Corcoué en 1971.
L'évolution du nombre d'habitants est connue à travers les recensements de la population effectués dans la commune depuis 1800. Pour les communes de moins de 10 000 habitants, une enquête de recensement portant sur toute la population est réalisée tous les cinq ans, les populations de référence des années intermédiaires étant quant à elles estimées par interpolation ou extrapolation. Pour la commune, le premier recensement exhaustif entrant dans le cadre du nouveau dispositif a été réalisé en 2008.

En 2022, la commune comptait 3 209 habitants, en évolution de +11,7 % par rapport à 2016 (Loire-Atlantique : +6,68 %, France hors Mayotte : +2,11 %).
| 1800 | 1806  | 1821  | 1831  | 1836  | 1841  | 1846  | 1851  | 1856  |
| ---- | ----- | ----- | ----- | ----- | ----- | ----- | ----- | ----- |
| 900  | 1 174 | 1 108 | 1 205 | 1 256 | 1 302 | 1 360 | 1 388 | 1 353 |

| 1861  | 1866  | 1872  | 1876  | 1881  | 1886  | 1891  | 1896  | 1901  |
| ----- | ----- | ----- | ----- | ----- | ----- | ----- | ----- | ----- |
| 1 368 | 1 401 | 1 383 | 1 427 | 1 442 | 1 392 | 1 430 | 1 407 | 1 422 |

| 1906  | 1911  | 1921  | 1926  | 1931  | 1936  | 1946  | 1954  | 1962  |
| ----- | ----- | ----- | ----- | ----- | ----- | ----- | ----- | ----- |
| 1 425 | 1 355 | 1 175 | 1 147 | 1 059 | 1 064 | 1 019 | 1 033 | 1 022 |

| 1968  | 1975  | 1982  | 1990  | 1999  | 2006  | 2008  | 2013  | 2018  |
| ----- | ----- | ----- | ----- | ----- | ----- | ----- | ----- | ----- |
| 1 029 | 1 812 | 1 918 | 1 959 | 1 990 | 2 306 | 2 395 | 2 718 | 2 982 |

| 2022  | - | - | - | - | - | - | - | - |
| ----- | - | - | - | - | - | - | - | - |
| 3 209 | - | - | - | - | - | - | - | - |

#### Pyramide des âges
La population de la commune est relativement jeune.
En 2018, le taux de personnes d'un âge inférieur à 30 ans s'élève à 37,8 %, soit au-dessus de la moyenne départementale (37,3 %). À l'inverse, le taux de personnes d'âge supérieur à 60 ans est de 20,6 % la même année, alors qu'il est de 23,8 % au niveau départemental.
En 2018, la commune comptait 1 556 hommes pour 1 426 femmes, soit un taux de 52,18 % d'hommes, largement supérieur au taux départemental (48,58 %).
Les pyramides des âges de la commune et du département s'établissent comme suit.
| Hommes | Classe d’âge | Femmes |
| ------ | ------------ | ------ |
| 0,5    | 90 ou +      | 1,7    |
| 5,7    | 75-89 ans    | 7,5    |
| 13,1   | 60-74 ans    | 13,0   |
| 18,3   | 45-59 ans    | 18,2   |
| 24,0   | 30-44 ans    | 22,5   |
| 13,3   | 15-29 ans    | 14,0   |
| 25,1   | 0-14 ans     | 23,2   |

| Hommes | Classe d’âge | Femmes |
| ------ | ------------ | ------ |
| 0,6    | 90 ou +      | 1,8    |
| 6      | 75-89 ans    | 8,6    |
| 15,1   | 60-74 ans    | 16,4   |
| 19,4   | 45-59 ans    | 18,8   |
| 20,1   | 30-44 ans    | 19,3   |
| 19,2   | 15-29 ans    | 17,4   |
| 19,5   | 0-14 ans     | 17,6   |

## Patrimoine et culture

### Lieux et monuments
- Menhir de la Pierre Folle à la Bénate, datant du Néolithique.
- Chapelle Notre-Dame-la-Blanche à Saint-Jean-de-Corcoué, datant du XVe siècle, où une quinzaine de personnes furent massacrées en 1794.
- Le manoir de Bayers, à Saint-Jean-de-Corcoué, construit par la famille de La Rochefoucauld-Bayers.
- Le château de la Grange, à Saint-Jean-de-Corcoué, remanié au XIXe siècle par la famille de Goulaine.

### Héraldique
| Blason | Blasonnement : De sinople aux façades d'argent des trois églises du lieu, posées sur une champagne de sable chargée d'une d'ondée d'or. Commentaires : Les trois églises représentées sont celles des trois anciennes communes de Saint-Jean-de-Corcoué, Saint-Étienne-de-Corcoué et La Bénate. La plaine de sable à la divise d'or sont aux mêmes couleurs que le blasonnement du pays de Retz : d'or à la croix de sable, rappelant l'appartenance de Corcoué-sur-Logne au pays de Retz. Blason conçu par l'héraldiste Michel Pressensé. |

### Personnalités liées à la commune
- Robert de Goulaine (1933-2010), écrivain.
- Jacques Couturier (1924-2022), acteur, y est né et mort[30].